# Butak
Le Butak est un volcan dans l'Est de l'île de Java en Indonésie. Il jouxte le mont Kawi. On ne lui connaît pas d'éruption historique.